# Rausch (Strindberg)
Rausch (Original Brott och brott, wörtlich Verbrechen und Verbrechen) ist ein Drama von August Strindberg aus dem Jahr 1899. 1900 wurde es in Stockholm uraufgeführt.
Das Theaterstück ist eine Mischung aus Drama und Komödie. Es handelt von Freiheit und Verantwortung, von Schuld und Reue und von inneren Wünschen und magischem Denken.

## Inhalt
Der Dramatiker Maurice verbringt nach einer erfolgreichen Premiere die Nacht nicht mit seiner Freundin Jeanne, sondern mit der Bildhauerin Henriette, der Lebensgefährtin seines besten Freundes Adolphe. Am nächsten Morgen beschließt er, Jeanne und die gemeinsame fünfjährige Tochter Marion zu verlassen. Dem Kind wünscht er beim Abschied insgeheim den Tod, um frei von Bindungen zu sein. Kurz danach stirbt dieses.
Maurice macht sich danach heftigste Vorwürfe wegen seines Wunsches und des Bruchs seiner Beziehungen zu seiner Freundin und dem  Freund. Er wird tatsächlich des Mordes verdächtigt, und sein Stück wird wegen Plagiatsvorwurfes wieder vom Spielplan abgesetzt.
Maurice empfindet tiefe Scham. Es stellt sich heraus, dass das Kind eines natürlichen Todes gestorben ist. Die Beziehung zur neuen Freundin Henriette ist zerstört.
Maurice wird als Künstler rehabilitiert.

## Werkgeschichte
August Strindberg hatte 1894 eine Tochter mit seiner jungen Ehefrau Uhl bekommen und sich kurz danach von beiden wieder getrennt.
1898 lebte er in Paris, wo die Rahmenhandlung des Dramas  spielt. Im Sommer 1898 zog er nach vielen Jahren im Ausland wieder nach Schweden und lebte in Lund. Dort verfasste er Anfang 1899 innerhalb kurzer Zeit  Brott och brott (wörtlich Verbrechen und Verbrechen). Im April 1899 erschien dieses erstmals in Druck. Der Originaltitel nimmt Bezug auf Dostojewskis Verbrechen und Strafe (Schuld und Sühne), in dem es ebenfalls um Schuldhaftigkeit und Reue geht.
Am 26. Februar 1900 gab es die Uraufführung im Königlichen Dramatischen Theater in Stockholm.

## Theateraufführungen
Brott och brott gehört zu den häufiger gespielten Theaterstücken von August Strindberg.
- 26. Februar 1900 Königliches Dramatisches Theater Stockholm, Uraufführung
- August 1900 Lobe-Theater Breslau, Regie Alfred Halm, deutsche Erstaufführung[2]
- Dezember 1900 München, Regie Stollberg
- 8. Dezember 1901 Neues Theater St. Petersburg, mit Lydia Jaworskaja
- 13. Oktober 1902 Kleines Theater Berlin, Regie Woldemar Runge
- 19. Dezember 1902 Theater in der Josefstadt Wien, Regie Josef Jarno

- 1906 Dramaten Stockholm
- 1909 Intima Teatern Stockholm
- 1914 Theater in der Königgrätzer Straße (Hebbel-Theater) Berlin
- 1918 Zürich, mit Elisabeth Bergner
- 1920 Stadttheater Augsburg
- 1923 Lessing-Theater Berlin, Regie Victor Barnowsky
- 30. September 1924 Deutsches Nationaltheater Weimar[3]

## Weitere Bearbeitungen

### Film
Es gab bisher nur zwei bekannte Verfilmungen.
- Rausch, 1919, Regie Ernst Lubitsch, mit Asta Nielsen
- Rausch (Synd), Schweden 1928, Regie Gustaf Molander, mit Gina Manès

### Hörspiel
- 1927 Rausch, Schlesische Funkstunde – Regie: Viktor Heinz Fuchs[4]
- 1927 Rausch, Südwestdeutscher Rundfunkdienst AG – Regie: Hans Flesch
- 1927 Rausch, Nordische Rundfunk AG – Regie: Artur Holz
- 1948 Rausch, Österreichischer Rundfunk (ORF) – Regie: Dietmar Schönherr
- 1952 Brott och brott, Regie Ingmar Bergman
- 1971 Rausch, Österreichischer Rundfunk – Bearbeitung und Regie: Klaus Gmeiner

## Textausgaben
Schwedischer Originaltext
- Brott och brott. Komedi, 1899 Digitalisat Runeberg

Deutsche Übersetzungen
- Rausch, verdeutscht von Emil Schering, unter Mitarbeit von August Strindberg, 1899, mehrere Neuauflagen Digitalisat Digitalisat
- Rausch, übersetzt von Heinrich Goebel, 1919, mehrere Neuauflagen
- Rausch übersetzt von Artur Bethge, 1983
- Rausch, übersetzt von Christine Richter-Nilsson und Magnus Bo Nilsson, 2010